# 利錦祥
利錦祥（1956年—），生於台灣台中縣石岡鄉（今台中市石岡區），書店商人，為豐原三民書局老闆。他在黨外時期參與黨外運動，為新潮流系創始人之一，曾任台灣新文化雜誌社長，新潮流系第九任總幹事，現任台灣新社會智庫總幹事。為民主進步黨創黨黨員，長期參與選戰，擔任多次選舉總幹事，但一直保持民間人士身份，從未曾參選、出任黨職或公職。

## 生平
其父利炳麟，其母利劉玉葉，家族出身台中石岡區，為公務員家庭。幼年時曾感染小兒麻痺症，腳部無法正常行走，此後以輪椅代步。就讀豐原高中二年級時，因猛暴性肝炎休學，肄業。在家休養期間，常至豐原市書局買書。在發現一間位於豐原三民路的書局準備出讓時，與其父母討論，於1978年商借家族資金買下書店，由他經營，此後成為書局店長。
因經營書店，與作家洪醒夫熟識，投入推動台灣鄉土文學運動。1979年美麗島事件爆發，原先黨外運動領導者黃信介、姚嘉文、林義雄等人皆被逮捕入獄。受1980年林宅血案影響，利錦祥與洪醒夫決定投入黨外運動。因其書店提供寄賣黨外雜誌與各類禁書，開始熟識如邱義仁、吳乃仁、林濁水、劉守成等黨外運動新一代成員。利錦祥提供住處與書店樓上，作為黨外活動的聯絡據點。除了黨外運動人士，台灣本土作家如姜貴、楊逵、吳念真等人皆常出入三民書局，曾協助鍾肇政出版小說《台灣連翹》中文版。1982年，與作家洪醒夫搭計程車由台北返回台中路上，在潭子鄉發生車禍，利錦祥重傷，洪醒夫過世。
1983年，邱義仁等人成立黨外編輯作家聯誼會，成為新潮流系的前身。1984年，發行《新潮流》雜誌。1986年，民主進步黨成立，新潮流轉型為民進黨中的一個派系，利錦祥成為新潮流創始人之一。同年，與作家王世勛共同創立台灣新文化雜誌社，由利錦祥任社長，發行《台灣新文化雜誌》，以推動台灣鄉土文學運動為主要方向。陳菊在當年從監獄刑滿出獄後，曾由利錦祥安排暫居在三民書局樓上。
1991年國大代表選舉，利錦祥擔任選舉總幹事。曾提供住家藏匿當時因發起台灣建國運動組織遭通緝的陳婉真。
利錦祥在民進黨中的角色主要為輔選，負責找尋合適參選人，調度選舉資金，整合與協調成員意見，決定選舉策略，是民進黨在台灣中部地區選舉重要的操盤手。總統蔡英文競選時，曾任大台中縣區競選總部總幹事。2020年民進黨初選前，與陳菊等人皆不支持賴清德參與初選，利錦祥曾勸退賴清德，但未成功。2024年總統大選前，由利錦祥出任新潮流召集人，由段宜康任總幹事，為賴清德輔選。

## 家庭
其妻陳姿媚。

## 相關事件

### 黃國書事件
2021年，前民進黨立委黃國書承認在學生時代曾經擔任國民黨線民，監控中部黨外人士。被黃國書監控的新系中部大老，記者管仁健認為就是利錦祥。

### 假新聞稱介入中鋼經營
香港人于品海投資設立的網路媒體品觀點於2023年刊登數篇屬名記者曹辛的報導，引述不知名人士消息稱聯鋼營造公司公司董事長張修齊將高雄輕軌工程轉包給利錦祥指定的民間營造公司，涉及掏空中鋼集團。新聞在網站發布後不久立即下架刪除，隨後消息在網路上傳播。經其他媒體報導後，中鋼集團董事長翁朝棟否認報導，利錦祥認為記者報導不實，提出告訴。
經新北地檢署調查，記者林朝鑫在任職《品觀點》主筆時，偽託為中國大陸記者曹辛，涉及捏造相關假新聞，於2023年對他提起妨害名譽公訴。